# Collophora
Famille
Genre
Collophora est un genre de collemboles, le seul de la famille des Collophoridae.

## Liste des espèces
Selon Checklist of the Collembola of the World (version du 15 août 2019) :
- Collophora africana Delamare Deboutteville & Massoud, 1964
- Collophora mysticiosa Yosii, 1966
- Collophora quadrioculata (Denis, 1933)
- Collophora remanei Delamare Deboutteville & Massoud, 1964
- Collophora subquadrioculata (Denis, 1948)
- Collophora sudanica Hüther, 1967
- Collophora terrabrasilis Zeppelini & Brito, 2013

## Publications originales
- Delamare Deboutteville & Massoud, 1964 : Collophora remanei n. ssp., Collembole Symphypléone du Pérou et remarques sur le genre Collophora Richards et sa position systématique. Zoologischer Anzeiger, vol. 172, p. 30-36.
- Bretfeld, 1999 : Synopses on Palaearctic Collembola. Volume 2. Symphypleona. Abhandlungen und Berichte des Naturkundemuseums Goerlitz, vol. 71, no 1, p. 1-318.